# Hannahs sommer
Hannas Sommer er en dansk kortfilm fra 2008, der er instrueret af Lena Schlünsen.

## Handling
En 14-årig pige er forelsket i en lidt ældre dreng og gør kraftigt kur til ham. Hun er både rebelsk og romantisk.